# Niphargus spoeckeri
Niphargus spoeckeri é uma espécie de crustáceo da família Niphargidae.
É endémica da Eslovénia.